# Parque Estadual das Furnas do Bom Jesus
O Parque Estadual das Furnas do Bom Jesus está localizado no estado de São Paulo, Brasil. Foi criado pelo decreto 30.591 de 10 de outubro de 1989. Abrange área do município de Pedregulho, no nordeste do estado, perfazendo uma área total de 2 069,06 ha. Localiza-se dentro de um cânion, e por conta disso, apresenta quedas d'água que são atrativos ao turismo. É uma das últimas porções de Cerrado no estado de São Paulo.